# Social media
Media de socializare online (social media) sunt un grup de instrumente  (site-uri web și soft-uri/aplicații) care funcționează cu ajutorul unui dispozitiv conectat la Internet (computer, laptop, tabletă, telefon mobil etc.) și care au fost construite pentru a facilita comunicarea utilizatorilor de Internet și crearea, distribuirea și schimbul de conținut (text, foto, video, audio, prezentări multimedia etc.) între membrii unor grupuri sociale (prieteni, colegi, familie etc.) care se formează pe bază de încredere, fiecare membru căutând să-și valorifice identitatea, apartenența, creativitatea și libertatea de exprimare și participare. 

## Istorie
În 1991, când Tim Berners-Lee a integrat software-ul de hipertext cu internetul, a creat World Wide Web, deschizând era modernă a comunicării în rețea. Această descoperire a favorizat formarea de comunități online și a permis ca grupurile offline să fie susținute de bloguri, liste de discuții și servicii de e-mail. Evoluția serviciilor online a avansat de la utilizarea ca canale de comunicare online la transformarea în platforme interactive pentru interacțiunea socială online odată cu apariția Web 2.0.
Mediile sociale au apărut la mijlocul anilor 1990, odată cu apariția unor platforme precum GeoCities, Classmates.com și SixDegrees.com. Deși la acea vreme existau clienți de mesagerie instantanee și camere de chat, SixDegrees a fost unic prin faptul că a fost primul serviciu online conceput pentru ca persoane reale să comunice folosind numele lor reale. Se mândrea cu caracteristici precum profiluri, liste de prieteni și afilieri școlare, ceea ce îl făcea "primul site de socializare", potrivit CBS News. Numele platformei a fost inspirat de conceptul de "șase grade de separare", care sugerează că fiecare persoană de pe planetă se află la doar șase conexiuni distanță de oricine altcineva.
Cercetările din 2015 arată că oamenii din întreaga lume petrec 22 % din timpul petrecut online pe rețelele de socializare. ceea ce indică popularitatea platformelor de socializare, probabil determinată de adoptarea pe scară largă a smartphone-urilor. O analiză detaliată realizată de echipa Kepios arată că în iulie 2023 vor exista 4,88 miliarde de utilizatori de social media la nivel mondial, reprezentând 60,6% din populația totală a lumii.

## Tipuri de media de socializare:
I.	site-uri web (browsing social media) 
1.	rețele sociale (social networks) – comunități online de utilizatori care pot fi:  
a.	generale – se bazează pe construirea unei liste de prieteni și cunoștințe cu care utilizatorul poate să împartă sau nu aceleași interese și pe distribuirea oricărui tip de conținut (text, fotografii, videoclipuri,  fișiere audio). Exemple: Facebook, Instagram, Google+, Hi5, MySpace, Ning
b.	specializate – se bazează pe construirea unei liste de prieteni care au interese comune și se pot integra în același grup social.
Exemple: Classmates, Flixster, LinkedIn, Dribbble
2.	 bloguri – jurnale online ale utilizatorilor. Întrucât majoritatea platformelor de tip weblog oferă posibilitatea de a comenta și de a urmări (opțiunea ”follow”) articolele altor persoane, putem considera că blogurile fac parte din media de socializare.
Exemple: Wordpress, Blogger, LiveJournal, Tumblr
3.	microblogurile – sunt platforme folosite pentru distribuirea “pe scurt” și rapidă de noutăți.
Exemple: Twitter, Tumblr, Digg, Reddit
4.	distribuire de conținut media (media sharing)
- video – utilizatorii încarcă videoclipuri creație proprie sau videoclipuri create de alți utilizatori și comentează cu prietenii lor și cu ceilalți utilizatori pe baza acestora.
Exemple: Youtube, Vimeo, Vine
- audio – utilizatorii încarcă conținut audio (muzică, emisiuni radio, înregistrări audio ale unor concerte etc.) care poate fi ascultat de ceilalți utilizatori.
Exemple: Hubbub, Audiobase, SoundCloud, Last.fm
- foto – utilizatorii distribuie fotografii realizate de ei sau de alte persoane. Exemple: Flickr, Instagram, Photobucket, Pinterest. Snapchat 
- prezentări (slide-uri) – utilizatorii distribuie prezentări multimedia. Exemple: Slideshare
5.	enciclopedii online – orice utilizator poate participa la scrierea conținutului. Exemple: Wikipedia, MediaWiki. Wikia, Google Sites
6.	semne de carte (social bookmarking) – utilizatorii propun etichete (tag) și votează conținutul anumitor link-uri pe care le distribuie. De asemenea, au posibilitatea să caute conținut pe Internet în funcție de etichetele puse de alți utilizatori. Exemple: Del.icio.us†, Delicious, StumbleUpon
7.	forumuri și anunțuri – discuții și anunțuri de interes general, împărțite pe teme, împărțite pe subiecte și moderate de administratorii site-urilor sau de anumiți utilizatori.
Exemple: Softpedia, Olx, Tocmai
8.	recenzii/voturi/recomandări – utilizatorii realizează recenzii pentru diverse produse și votează produsele respective.
Exemple: Yelp, Citysearch
9.	întrebare și răspuns (Q&A) – utilizatorii care doresc să știe anumite lucruri postează o întrebare și ceilalți utilizatori răspund.
Exemple: eHow, wikiHow
10.	viață în timp real (life streaming și life casting) – așa cum unele dintre vedete țin fanii la curent cu ceea ce se întâmplă în viața lor, web site-urile de tip life streaming și life casting permit oricărui utilizator să distribuie conținut care să-i țină la curent pe prieteni sau cunoștințe cu ceea ce fac în viața de zi cu zi. Spre deosebire de conținutul distribuit pe rețelele de socializare, conținutul video nu este înregistrat și retransmis, ci distribuit în timp real (live).
Exemple: Ustream.tv, Justin.tv
11.	viață virtuală pe suport browser (virtual word) – utilizatorul își creează un avatar și intră în interacțiune cu ceilalți utilizatori în cadrul unei lumi virtuale simulate de computer.

II.	aplicații care pot fi instalate pe computer, laptop, tabletă, telefon mobil și alte device-uri care pot fi conectate la Internet:
1.	conversație în timp real (instant messaging) – soft-uri care permit discuții (de obicei text) în timp real. Exemple: Yahoo! Messenger, Skype, Periscope
2.	softuri care permit citirea fluxurilor de noutăți (RSS – Really Simple Syndication).
3.	jocuri online (MMOG – Massively Multiplayer Online Game) – jocuri video care funcționează ca aplicații instalate pe un dispozitiv conectat la Internet.
4.	rețea de socializare bazată pe locație, disponibilă pentru dispozitivele mobile cu GPS, precum smartphone-uri. Exemplu: Foursquare

Kaplan și Haenlein propun o schemă care cuprinde șase tipuri de media de socializare: 
1.	proiecte la care colaborează mai mulți utilizatori (collaborative projects) prin crearea de conținut. Din această categorie fac parte site-urile de tip enciclopedie online (ex: Wikipedia) și site-urile ”semn de carte” (ex: Del.icio.us†, Delicious)
2.	bloguri – echivalentul unei pagini personale în media de socializare (ex: Blogger, Wordpress). Kaplan și Haenlein includ în categoria bloguri și site-urile de tip viață în timp real – life streaming (ex: Justin.tv)
3.	comunități de conținut – scopul acestor comunități este distribuirea de conținut. Există comunități care sunt axate pe distribuirea de conținut: text (ex: BookCrossing), video (ex: Youtube), foto (ex: Flickr), audio (ex: Audiobase) și slide-uri (ex: Slideshare)
4.	rețele sociale – permit interacțiunea dintre utilizatori prin crearea de profile personale, prin invitațiile trimise prietenilor pentru a avea acces la aceste profile și prin trimiterea de mesaje și e-mailuri (ex: Facebook)
5.	jocuri virtuale – lumi virtuale tridimensionale în cadrul cărora utilizatorii au posibilitatea de a-și alege un avatar și de a interacționa cu ceilalți oameni așa cum o fac și în viața reală (ex: World of Warcraft)
6.	lumi virtuale – utilizatorii folosesc un avatar cu ajutorul căruia intră într-o lume virtuală care copiază lumea reală (ex: Second Life, Habbo)